# Ningikuga
Ningikuga ("Signora della pura canna") è nella Mitologia sumera dea dei canneti e delle paludi. Figlia di An e Nammu, fu una delle spose di Enki, assieme al quale concepì Ningal.